# Games Done Quick
Pour les articles homonymes, voir GDQ.
 (janvier 2016).

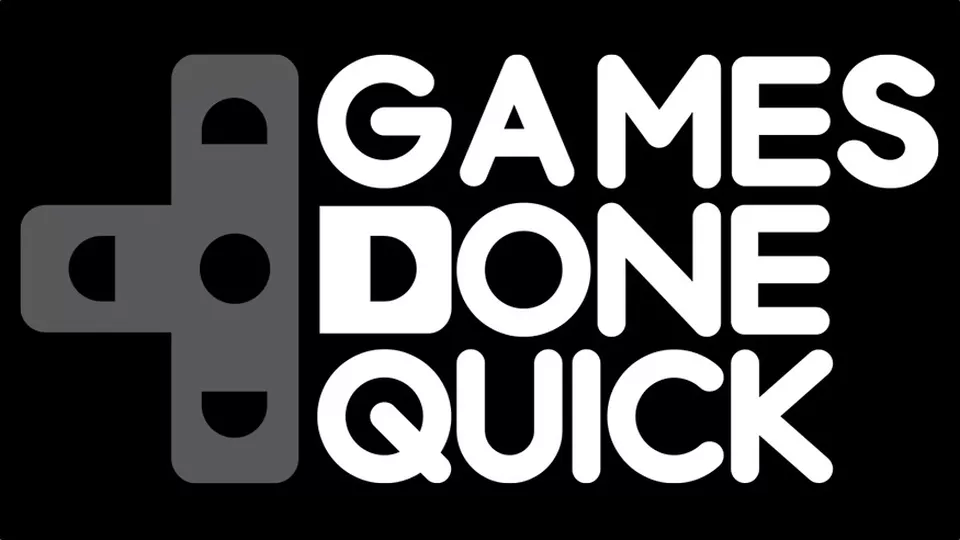
Logo officiel

Games Done Quick (GDQ) est un marathon caritatif semestriel américain organisé par le site Speed Demos Archive, centré autour du speedrun de jeux vidéo. Les deux événements annuels sont appelés Awesome Games Done Quick et Summer Games Done Quick.
Les événements lèvent des fonds principalement pour Médecins sans frontières (MSF) et Prevent Cancer Foundation (en) (PCF). L'intégralité de l'évènement est diffusée en streaming sur la plateforme Twitch. L'évènement est également retransmis et commenté en français par une association de speedrun, le French Restream.

## Awesome Games Done Quick
| Événement                     | Date                     | Donation                       | Somme récoltée | Informations supplémentaires |
| ----------------------------- | ------------------------ | ------------------------------ | -------------- | --- |
| Classic Games Done Quick      | du 1er au 3 janvier 2010 | CARE                           | 10 531,64 $    | Premier marathon. |
| Awesome Games Done Quick 2011 | du 6 au 11 janvier 2011  | Prevent Cancer Foundation (en) | 52 519,83 $    | |
| Awesome Games Done Quick 2012 | du 4 au 9 janvier 2012   | Prevent Cancer Foundation      | 149 044,99 $   | |
| Awesome Games Done Quick 2013 | du 6 au 12 janvier 2013  | Prevent Cancer Foundation      | 448 425,27 $   | |
| Awesome Games Done Quick 2014 | du 5 au 11 janvier 2014  | Prevent Cancer Foundation      | 1 031 665,50 $ | Premier AGDQ à dépasser le million de dollars de dons.                                                                                            |
| Awesome Games Done Quick 2015 | du 4 au 10 janvier 2015  | Prevent Cancer Foundation      | 1 576 085,00 $ | |
| Awesome Games Done Quick 2016 | du 3 au 10 janvier 2016  | Prevent Cancer Foundation      | 1 216 309,02 $ | |
| Awesome Games Done Quick 2017 | du 8 au 15 janvier 2017  | Prevent Cancer Foundation      | 2 222 790,52 $ | Premier AGDQ à dépasser deux millions de dollars de dons.                                                                                         |
| Awesome Games Done Quick 2018 | du 7 au 14 janvier 2018  | Prevent Cancer Foundation      | 2 295 190,66 $ | |
| Awesome Games Done Quick 2019 | du 6 au 13 janvier 2019  | Prevent Cancer Foundation      | 2 425 790,50 $ | |
| Awesome Games Done Quick 2020 | du 5 au 12 janvier 2020  | Prevent Cancer Foundation      | 3 164 002,06 $ | Premier AGDQ à dépasser trois millions de dollars de dons.                                                                                        |
| Awesome Games Done Quick 2021 | du 3 au 10 janvier 2021  | Prevent Cancer Foundation      | 2 775 509,03 $ | Événement exclusivement en ligne en raison de la pandémie de Covid-19                                                                             |
| Awesome Games Done Quick 2022 | du 9 au 16 janvier 2022  | Prevent Cancer Foundation      | 3 421 012,85 $ | Événement exclusivement en ligne en raison de la pandémie de Covid-19                                                                             |
| Awesome Games Done Quick 2023 | du 8 au 15 janvier 2023  | Prevent Cancer Foundation      | 2 644 810,41 $ | Événement exclusivement en ligne en raison de la pandémie de Covid-19 et de l'augmentation des agressions envers les personnes LGBTQ+ en Floride, |
| Awesome Games Done Quick 2024 | du 14 au 21 janvier 2024 | Prevent Cancer Foundation      | 2 539 857,21 $ | |
| Awesome Games Done Quick 2025 | du 5 au 12 janvier 2025  | Prevent Cancer Foundation      | 2 557 062,92 $ | |

## Summer Games Done Quick
| Événement                    | Date                           | Donation                         | Somme récoltée | Informations supplémentaires                                          |
| ---------------------------- | ------------------------------ | -------------------------------- | -------------- | --------------------------------------------------------------------- |
| Summer Games Done Quick 2011 | du 4 au 6 août 2011            | Organization for Autism Research | 21 396,76 $    |                                                                       |
| Summer Games Done Quick 2012 | du 24 au 28 mai 2012           | Organization for Autism Research | 46 278,99 $    |                                                                       |
| Summer Games Done Quick 2013 | du 25 au 30 juillet 2013       | Médecins sans frontières         | 257 181,07 $   |                                                                       |
| Summer Games Done Quick 2014 | du 22 au 28 juin 2014          | Médecins sans frontières         | 718 235,07 $   |                                                                       |
| Summer Games Done Quick 2015 | du 26 juillet au 2 août 2015   | Médecins sans frontières         | 1 215 601,49 $ | Premier SGDQ à dépasser le million de dollars de dons.                |
| Summer Games Done Quick 2016 | du 3 au 10 juillet 2016        | Médecins sans frontières         | 1 294 139,50 $ |                                                                       |
| Summer Games Done Quick 2017 | du 2 au 9 juillet 2017         | Médecins sans frontières         | 1 792 342,37 $ |                                                                       |
| Summer Games Done Quick 2018 | du 24 juin au 1er juillet 2018 | Médecins sans frontières         | 2 168 913,51 $ | Premier SGDQ à dépasser les deux millions de dollars de dons.         |
| Summer Games Done Quick 2019 | du 23 au 30 juin 2019          | Médecins sans frontières         | 3 039 596,07 $ | Premier SGDQ à dépasser les trois millions de dollars de dons.        |
| Summer Games Done Quick 2020 | du 16 au 23 août 2020          | Médecins sans frontières         | 2 345 785,57 $ | Événement exclusivement en ligne en raison de la pandémie de Covid-19 |
| Summer Games Done Quick 2021 | du 4 au 11 juillet 2021        | Médecins sans frontières         | 2 927 667,01 $ | Événement exclusivement en ligne en raison de la pandémie de Covid-19 |
| Summer Games Done Quick 2022 | du 26 juin au 3 juillet 2022   | Médecins sans frontières         | 3 052 775,76 $ |                                                                       |
| Summer Games Done Quick 2023 | du 28 mai au 4 juin 2023       | Médecins sans frontières         | 2 268 302,19 $ |                                                                       |
| Summer Games Done Quick 2024 | du 30 juin au 7 juillet 2024   | Médecins sans frontières         | 2 572 267,39 $ |                                                                       |

## Marathons spéciaux
| Événement                | Date                       | Donation                 | Somme récoltée | Informations supplémentaires                         |
| ------------------------ | -------------------------- | ------------------------ | -------------- | ---------------------------------------------------- |
| Japan Relief Done Quick  | du 7 au 10 avril 2011      | Médecins sans frontières | 25 800,33 $    |                                                      |
| God of War Done Quick    | 20 mars 2015               | AbleGamers Foundation    | 3 500+ $       |                                                      |
| Harvey Relief Done Quick | du 1er au 3 septembre 2017 | Houston Food Bank (en)   | 229 454,94 $   | Réalisé en soutien aux victimes de l'ouragan Harvey. |
| Corona Relief Done Quick | du 17 au 20 avril 2020     | Direct Relief (en)       | 403 631,60 $   | Réalisé à la suite de l'épidémie de Covid-19         |